# Жамалдаев, Шаид Вахаевич
Шаид Вахаевич Жамалдаев (род. 8 июля 1954, с. Октябрьское, Конюховский район Северо-Казахстанская область, Казахская ССР, СССР) — российский политический и государственный деятель. Председатель парламента Чеченской Республики с 15 мая 2024 года.

## Биография
Родился 8 июля 1954 года в с. Октябрьское, Конюховского района, Северо-Казахстанской области, Казахской ССР. В 1978 году окончил Горский государственный аграрный университет по специальности «агрономия».
С марта 1978 года по апрель 1978 года являлся агрохимиком Чечено-Ингушской республиканской агрохимической лаборатории, а в 1978—1979 годах служил в рядах Советской армии. В декабре 1979 года вернулся в Чечено-Ингушскую республиканскую агрохимическую лабораторию в качестве старшего агронома-агрохимика. С октября 1985 года по февраль 1991 года Шаид Жамалдаев являлся освобождённым секретарём парткома совхоза «Горячеисточненский». В 1991—2000 годах был председателем колхоза «Чантиюртовский».
В 2000—2009 годах возглавлял администрацию Грозненского района Чеченской Республики. В январе 2010 года избран главой администрации Грозненского муниципального района.
В мае 2013 года назначен помощником Главы Чеченской Республики. В 2013—2015 годах — министр Чеченской Республики по национальной политике, внешним связям, печати и информации.
18 сентября 2016 года избран депутатом Парламента Чеченской Республики четвертого созыва. 4 октября 2016 года на первом заседании избран заместителем Председателя Парламента Чеченской Республики.
15 мая 2024 года был избран Председателем парламента Чеченской Республики.